# La Caverne céleste
La Caverne céleste est le neuvième roman de Patrick Grainville, publié aux éditions du Seuil en 1984.

## Historique
À classer parmi ses romans de la « nature » tels La Lisière, Le Dernier Viking ou L'Orgie, la Neige, La Caverne céleste pose la question des origines de l’homme. Patrick Grainville s’empare de la fameuse grotte de Tautavel dans le Sud-Ouest, où ont été retrouvés les restes et surtout un crâne d’un pithécanthrope datant de 500 000  ans : l’Homme de Tautavel.

## Résumé
La grotte est un œil, une gueule, un ventre, toute une mémoire qui brasse, dans ses sédiments, la mémoire de l’espèce humaine. Au pied de la caverne, un village où se mélangent paléontologues, jeunes filles, vieillardes, commères, fringants motards, sans oublier un tueur et un lynx qui rôdent dans le maquis. Simon assiste aux fouilles, aux découvertes. Il se lie à une Africaine, Myriam, qui dessine les ossements. Des scènes ressuscitent les hommes de Tautavel chassant l’éléphant antique.

## Anecdote
La Caverne céleste sera le prétexte, à sa sortie, à un échange plein d'humour entre Dominique Rolin, peu emballée par le roman, et Patrick Grainville, très en verve, lors d'une émission d'Apostrophes.

## Éditions et traductions
- La Caverne céleste, éditions du Seuil, 1984  (ISBN 2020067064).
- (en) The Cave of Heaven, Dalkey Archive Press, 1990  (ISBN 9780916583569).